# Essaari
Essaari (en finnois : Essaari) ou Krutoyar (en russe : Крутояр)  est une île située dans le golfe de Finlande.
L'île fait partie du raïon de Vyborg de l'oblast de Léningrad en Russie.

## Géographie
Au sud-est de Paatio, Krutojar est la deuxième plus grande île de l'archipel de Pitkäpaasi (it) et est située entre les îles Pitkäpaasi et Ilmarinen.
Sur l'île, couverte de forêt mixte, se trouve une petite partie du village finlandais abandonné et détruit de Pitkäpaasi qui avait son centre dans l'île Pitkäpaasi.

## Histoire
Dans la partie nord-ouest de l'île, l'historien finlandais Arvo Pitkäpaasi a trouvé un labyrinthe (vraisemblablement néolithique) et un tas de pierres rituelles.
L'archéologue finlandais Aarne Tallgren a évoqué pour la première fois la découverte du labyrinthe en fer à cheval et bi-spirale (selon la classification d'Anatoly Alexandrovitch Kouratov) en 1913.
L'archipel de Pitkjapaasi est passé de la Suède à la Russie en 1721 en vertu du traité de Nystad.
De 1920 à 1940, il appartient à la Finlande.
En 1940, après la guerre de continuation, Pitkäpaasi fera partie des territoires cédés par la Finlande à l'Union soviétique dans le cadre de l'armistice de Moscou et du traité de Paris de 1947.